# 23 de agosto nos Jogos Olímpicos de Verão de 2008
23 de agosto foi o décimo sétimo dia de competições dos Jogos Olímpicos de Verão de 2008. Neste dia foram disputadas competições de dezesseis esportes.

## Esportes
| - Atletismo - Basquetebol - Beisebol - Boxe - Canoagem - Ciclismo - Futebol - Ginástica | - Handebol - Hóquei sobre a grama - Nado sincronizado - Pólo aquático - Saltos ornamentais - Taekwondo - Tênis de mesa - Voleibol |

## Destaques do dia

### Atletismo
- 5000 m masculino: o etíope Kenenisa Bekele vence a prova quebrando o recorde olímpico em quase cinco segundos. Bekele já havia vencido os  10000 m nestes Jogos.[1]

- Revezamento 4x400 m masculino e Revezamento 4x400 m feminino: depois da trapalhada nos 4x100 m as equipes estadunidenses vencem as duas provas, quebrando o recorde olímpico na masculina.[2][3]

- Salto em altura feminino: A  belga Tia Hellebaut vence a prova ao surpreender a favorita, a atleta croata Blanka Vlašić após a croata saltar na segunda tentativa e perder a chance de ganhar a medalha de ouro.[4]

### Boxe
No primeiro dia de finais do boxe, as cinco medalhas de ouro vão para cinco países diferentes: Tailândia, Grã-Bretanha, Rússia, Ucrânia e República Dominicana. Cuba, pólo mundial do esporte, perde as duas finais que disputa e segue com um desempenho abaixo da média em Pequim.

### Saltos ornamentais
Na última final da modalidade (a plataforma 10 m masculino), o chinês Zhou Luxin perde a chance de dar ao seu país todos os ouros em disputa na última rodada de saltos, e fica com a prata. O primeiro lugar fica com Matthew Mitcham, da Austrália.

### Finais de esportes coletivos
Seis finais de esportes coletivos são realizadas:
- Futebol : Argentina vence Nigéria por 1 a 0 e conquista o ouro no torneio masculino. Brasil fica com o bronze.[11]

- Beisebol : Coreia do Sul vence Cuba por 3 a 2 e fica com o último ouro do esporte, que deixa de fazer parte do programa olímpico a partir de 2012. Estados Unidos conquistam o bronze.[12]

- Hóquei sobre a grama : Alemanha vence Espanha por 1 a 0 e fica com o ouro do torneio masculino. Austrália fica com o bronze.[13]

- Basquetebol : Estados Unidos vence Austrália por 92 a 65 e vence o torneio feminino. Rússia fica com o bronze.[14]

- Voleibol : Brasil vence Estados Unidos por 3 sets a 0 e vence pela primeira vez o torneio feminino. China conquista o bronze.[15]

- Handebol : Noruega vence Rússia por 34 a 27 e fica com o ouro do torneio feminino. Coreia do Sul conquista o bronze.[16]

## Campeões do dia
| Modalidade         | Evento                        | Atleta(s) | País                     | Recorde | Ref.   |
| ------------------ | ----------------------------- | --- | ------------------------ | ------- | ------ |
| Atletismo          | 800 m masculino               | Wilfred Bungei | KEN Quênia               |         | [ 17 ] |
| Atletismo          | 5000 m masculino              | Kenenisa Bekele | ETH Etiópia              | OR      | [ 18 ] |
| Atletismo          | Revezamento 4x400 m masculino | LaShawn Merritt, Angelo Taylor, David Neville, Jeremy Wariner Eliminatórias: Kerron Clement, Regi Witherspoon | USA Estados Unidos       | OR      | [ 19 ] |
| Atletismo          | Lançamento de dardo masculino | Andreas Thorkildsen | NOR Noruega              | OR      | [ 20 ] |
| Atletismo          | 1500 m feminino               | Nancy Jebet Langat | KEN Quênia               |         | [ 21 ] |
| Atletismo          | Revezamento 4x400 m feminino  | Mary Wineberg, Allyson Felix, Monique Henderson, Sanya Richards Eliminatórias: Natasha Hastings | USA Estados Unidos       |         | [ 22 ] |
| Atletismo          | Salto em altura feminino      | Tia Hellebaut | BEL Bélgica              |         | [ 23 ] |
| Beisebol           | Masculino                     | Ryu Hyun-Jin, Han Ki-Joo, Park Jin-Man, Kwon Hyuk, Lee Taek-Keun, Lee Dae-Ho, Oh Seung-Hwan, Bong Jung-Keun, Ko Young-Min, Lee Jong-Wook, Jeong Keun-Woo, Kim Min-Jae, Jin Kab-Yong, Lee Jin-Young, Jang Won-Sam, Song Seung-Jun, Kim Kwang-Hyun, Lee Yong-Kyu, Kim Dong-Joo, Kang Min-Ho, Kim Hyung-Soo, Lee Seung-Yeop, Chong Tae-Hyon, Yoon Suk-Min | KOR Coreia do Sul        |         | [ 24 ] |
| Basquetebol        | Feminino                      | Seimone Augustus, Sue Bird, Tamika Catchings, Sylvia Fowles, Kara Lawson, Lisa Leslie, DeLisha Milton-Jones, Candace Parker, Cappie Pondexter, Katie Smith, Diana Taurasi, Tina Thompson | USA Estados Unidos       |         | [ 25 ] |
| Boxe               | Mosca                         | Somjit Jongjohor | THA Tailândia            |         | [ 26 ] |
| Boxe               | Pena                          | Vasyl Lomachenko | UKR Ucrânia              |         | [ 27 ] |
| Boxe               | Meio-médio-ligeiro            | Manuel Félix Díaz | DOM República Dominicana |         | [ 28 ] |
| Boxe               | Médio                         | James DeGale | GBR Grã-Bretanha         |         | [ 29 ] |
| Boxe               | Pesado                        | Rakhim Chakhkiev | RUS Rússia               |         | [ 30 ] |
| Canoagem           | C-1 500 m masculino           | Maxim Opalev | RUS Rússia               |         | [ 31 ] |
| Canoagem           | K-1 500 m masculino           | Ken Wallace | AUS Austrália            |         | [ 32 ] |
| Canoagem           | C-2 500 m masculino           | Meng Guanliang e Yang Wenjun | CHN China                |         | [ 33 ] |
| Canoagem           | K-2 500 m masculino           | Saul Craviotto e Carlos Pérez | ESP Espanha              |         | [ 34 ] |
| Canoagem           | K-1 500 m feminino            | Inna Osypenko-Radomska | UKR Ucrânia              |         | [ 35 ] |
| Canoagem           | K-2 500 m feminino            | Katalin Kovács e Natasa Janics | HUN Hungria              |         | [ 36 ] |
| Ciclismo           | Cross-country masculino       | Julien Absalon | FRA França               |         | [ 37 ] |
| Ciclismo           | Cross-country feminino        | Sabine Spitz | GER Alemanha             |         | [ 38 ] |
| Futebol            | Masculino                     | Oscar Ustari, Ezequiel Garay, Luciano Fabián Monzón, Pablo Zabaleta, Fernando Gago, Federico Fazio, José Ernesto Sosa, Éver Banega, Ezequiel Lavezzi, Juan Román Riquelme, Ángel Di María, Nicolás Pareja, Lautaro Acosta, Javier Mascherano, Lionel Messi, Sergio Agüero, Diego Buonanotte, Sergio Romero, Nicolás Navarro                            | ARG Argentina            |         | [ 39 ] |
| Ginástica          | Rítmica Individual geral      | Evgeniya Kanaeva | RUS Rússia               |         | [ 40 ] |
| Handebol           | Feminino                      | Kari Aalvik Grimsbø, Katja Nyberg, Ragnhild Aamodt, Gøril Snorroeggen, Else Marthe Sørlie Lybekk, Tonje Nøstvold, Karoline Dyhre Breivang, Kristine Lunde, Gro Hammerseng, Kari Mette Johansen, Marit Malm Frafjord, Tonje Larsen, Katrine Lunde Haraldsen, Linn Kristin Riegelhuth                                                                    | NOR Noruega              |         | [ 41 ] |
| Hóquei sobre grama | Masculino                     | Philip Witte, Maximillian Mueller, Sebastian Biederlack, Carlos Nevado, Moritz Fuerste, Tobias Hauke, Tibor Weißenborn, Benjamin Weß, Niklas Meinert, Timo Weß, Oliver Korn, Christopher Zeller, Max Weinhold, Matthias Witthaus, Florian Keller, Philipp Zeller                                                                                       | GER Alemanha             |         | [ 42 ] |
| Nado sincronizado  | Equipes                       | Anastasia Davydova, Anastasia Ermakova, Maria Gromova, Natalia Ishchenko, Elvira Khasyanova, Olga Kuzhela, Yelena Ovchinnikova, Svetlana Romashina | RUS Rússia               |         | [ 43 ] |
| Saltos ornamentais | Plataforma 10 m masculino     | Matthew Mitcham | AUS Austrália            |         | [ 44 ] |
| Taekwondo          | até 80 kg masculino           | Cha Dong-Min | KOR Coreia do Sul        |         | [ 45 ] |
| Taekwondo          | até 67 kg feminino            | María Espinoza | MEX México               |         | [ 46 ] |
| Tênis de mesa      | Individual masculino          | Ma Lin | CHN China                |         | [ 47 ] |
| Voleibol           | Feminino                      | Walewska Oliveira, Carolina Albuquerque, Marianne Steinbrecher, Paula Pequeno, Thaísa Menezes, Hélia Souza, Valeska Menezes, Fabiana Claudino, Welissa Gonzaga, Jaqueline Carvalho, Sheilla Castro, Fabiana de Oliveira | BRA Brasil               |         | [ 48 ] |

## Líderes do quadro de medalhas ao final do dia 23
| Ordem | País               | Medalha de ouro | Medalha de prata | Medalha de bronze |     |
| ----- | ------------------ | --------------- | ---------------- | ----------------- | --- |
| 1     | CHN China          | 49              | 19               | 28                | 96  |
| 2     | USA Estados Unidos | 34              | 37               | 36                | 107 |
| 3     | RUS Rússia         | 21              | 21               | 27                | 69  |
| 4     | GBR Grã-Bretanha   | 19              | 13               | 15                | 47  |
| 5     | GER Alemanha       | 16              | 10               | 15                | 41  |